# All or Nothing (película)
Todo o nada (en España) y A todo o nada (en Argentina) (en inglés All or Nothing) es una película anglo-francesa de 2002, escrita y dirigida por Mike Leigh. Es protagonizada por Timothy Spall, Lesley Manville, Alison Garland y James Corden. La cinta se filmó en Londres. La cinta participó en la selección oficial del Festival de Cannes de 2002.

## Sinopsis
La trama gira alrededor de una familia y sus hijos, las difíciles relaciones entre ellos y los vecinos con los que conviven, cuya problemática corre paralela a la historia principal, constituyéndose además en parte del drama cotidiano (unos padres alcoholizados y una hija confundida, una madre soltera y una hija embarazada que es abandonada).

## Premios y nominaciones
Galardonada con el premio Evening Standard British Film Award 2003 a la mejor realización técnica y artística; y el premio ALFS - London Critics Circle Film 2003 a la mejor actriz del año (Lesley Manville), y a la mejor película británica del año.